# 宮澤成良
宮澤 成良（日语：／ Miyazawa Seira */?，1993年10月29日—）是日本女藝人、模特兒，為女子偶像團體乃木坂46前成員，千葉縣出身，所屬經紀公司為IDEA。身高168公分。父親是日法混血前足球選手、現足球評述員及專欄作家宮澤米歇爾。

## 略歷
- 3歲開始學習芭蕾
- 2011年8月21日，於一期生最終徵選上通過選拔後正式成為乃木坂46成員。
- 2013年11月12日 , 發表即將於乃木坂46上畢業，於2013年11月17日，正式從乃木坂46畢業，宮澤：「對於自己而言好好的思考過，終於決定在20歲這個時刻畢業」，受到Girls Award出演的影響畢業後往模特兒發展。
- 2014年3月28日 , 與經紀公司Little Tokyo Production簽約 , 新藝名為「宮澤セイラ」。
- 2014年4月19日 , 出演了GirlsAward 2014 SPRING and SUMMER
- 2016年1月22日 , 1st DVD『HONEY』正式發售。

## 演出

### 電視劇
- 欺詐偶像（東京電視台、2012年1月13日 - 4月6日）

## 書籍

### 写真集
- （2017年10月23日、triple a出版）[3]

## 外部連結
- Little Tokyo Production個人介紹頁（日語）
- IDEA個人介紹頁（日語）
- 宮澤成良的Ameba部落格（日語）
- 宮澤成良的Instagram帳戶（日語）
- 宮澤成良的X（前Twitter）（日語）

乃木坂46時期
- 乃木坂46個人簡介
- 宮澤成良官方部落格